# 下之郷 (上田市)
下之郷（しものごう）は、長野県上田市の地名。郵便番号は386-1211。

## 地理
上田市の塩田地区に属する。北は神畑、諏訪形、東は生田、南は富士山、古安曽、西は本郷、五加に隣接する。西部を上田電鉄別所線、県道上田丸子線が通じる。南部で県道塩田仁古田線が西へ分岐し、東は久保峠に通じる。三郎川右岸に市営桜団地がある。
産川支流の尾根川が形成する扇状地の扇端部にあたる。生島足島神社横の十字路を中心に形成された塊村で、格子状の道路網を骨格として形成された交通の要地である。

## 歴史
初見は天文22年（1553年）武田信玄が生島足島神社に下した安堵状に「下之郷上下社」とあるもので、上本郷（現・本郷）に相対する地名と考えられる。生島足島神社から東方約1kmの東山古墳群は6世紀の造築とされ、ほぼ完全に残るもののうちの最大のものは「他田塚」といい、科野国造後裔の他田氏との関連が指摘される。

### 沿革
- 1889年（明治22年）4月1日 - 町村制の施行により、小県郡下之郷・古安曽村が合併し東塩田村となり、その大字となる。
- 1949年（昭和24年）9月1日 - 東塩田村・富士山村が合併し、改めて東塩田村が発足。
- 1956年（昭和31年）5月1日 - 西塩田村・別所村・中塩田村と合併して塩田町が発足。同日東塩田村廃止。
- 1970年（昭和45年）4月1日 - 上田市に編入。同日塩田町廃止。上田市下之郷となった。

## 世帯数と人口
2021年（令和3年）1月1日現在の世帯数と人口は以下の通りである。
| 大字   | 世帯数  | 人口    |
| ------ | ------- | ------- |
| 下之郷 | 745世帯 | 1,459人 |

### 人口の変遷
| 2005年（平成17年） | 1,686人 | [ 6 ] |  |
| 2010年（平成22年） | 1,564人 | [ 6 ] |  |
| 2015年（平成27年） | 1,509人 | [ 6 ] |  |

## 交通
- 上田電鉄別所線
  - 大学前駅
  - 下之郷駅

## 施設
- 生島足島神社
- 長野大学
- 上田短期大学
- 上田リサーチパーク
  - 上田市マルチメディア情報センター
- 長野県工科短期大学校
- 上田市自然運動公園
- 東塩田郵便局

## 小・中学校の学区
市立小・中学校に通う場合、学区は以下の通りとなる。
| 地区   | 小学校               | 中学校             |
| ------ | -------------------- | ------------------ |
| 下之郷 | 上田市立東塩田小学校 | 上田市立塩田中学校 |